# Mniobia mirabilis
Mniobia mirabilis är en hjuldjursart som först beskrevs av Murray 1911.  Mniobia mirabilis ingår i släktet Mniobia och familjen Philodinidae. Inga underarter finns listade i Catalogue of Life.